# Maurice Courant
Maurice-Auguste-Louis-Marie Courant (Párizs, 1865. október 12. – Párizs, 1935. augusztus 18.; kínai neve pinjin hangsúlyjelekkel: Gǔ Héng; magyar népszerű: Ku Heng; hagyományos kínai: 古恆; egyszerűsített kínai: 古恒) francia nyelvész, orientalista.

## Élete, munkássága
Courant a Lyoni Egyetem nyelvész professzora volt. Egy ideig tolmácsként dolgozott a pekingi Francia Nagykövetségen, de tevékenykedett a szöuli követségen is. Számos könyvet írt kínai, koreai és japán témában. 1896-ban a kétkötetes koreai bibliográfiájáért a Stanislas Julien-díjjal jutalmazták. 1903-ban a Francia Nemzeti Könyvtár (Bibliothèque Nationale) gyűjteményében fellelhető kínai, koreai és japán tárgyú művek katalógusának összeállításáért még egyszer elnyerte a nagy jelentőségű szakmai díjat.

## Főbb művei
- Bibliographie coréenne (1894-1901)
- Notes sur les études coréennes et japonaises (1898?)
- Les Clans japonais sous les Tokugawa (1904?)
- La Corée et les puissances étrangères (1904)

## Fordítás
- Ez a szócikk részben vagy egészben  a   Maurice Courant című francia Wikipédia-szócikk ezen változatának fordításán alapul.  Az eredeti cikk szerkesztőit annak laptörténete sorolja fel. Ez a jelzés csupán a megfogalmazás eredetét és a szerzői jogokat jelzi, nem szolgál a cikkben szereplő információk forrásmegjelöléseként.